# Московский военный округ
Моско́вский вое́нный о́круг (МВО) —  оперативно-стратегическое территориальное объединение Вооружённых Сил Российской Федерации (ранее — Российской императорской, Рабоче-крестьянской Красной и Советской армий), действующее с 2024 года и ранее (с 1864 по 2010 год), со штабом в городе Москве, дислоцирующееся на территории Центральной России.
1 сентября 2010 года был расформирован и включён в состав Западного военного округа.
26 февраля 2024 года решением Владимира Путина Московский военный округ выделен из Западного военного округа как отдельная военно-административная единица России.

## История
С конца XVII — начала XVIII века, началось строительство регулярных вооружённых сил, и военно-административными территориальными единицами становятся в мирное время уже при Петре Великом дивизии, ведавшие войсками, расположенными в данном крае (стране), имея значение местного органа управления формированиями, а при выступлении в поход полки выходили из состава дивизии и из них составлялись, соответственной надобности, отряды. Такие отряды из трёх родов оружия в Семилетнюю войну тоже назывались дивизиями, но состав их был различен и непостоянен.
К 1757 году дивизии приобрели ещё большее значение как административно-территориальные округа, их было всего пять: Московская, Петербургская, Лифляндская, Украинская и Новгородская. В состав дивизий входили все войска, расположенные в этих краях (странах), кроме расположенных в Оренбурге и в Сибири.
При Екатерине II дивизий как административно-территориальная единиц было 8: Лифляндская, Эстляндская, Смоленская, Севская, Украинская, Петербургская, Финляндская и Московская. В 1779 году их было 11, а к концу царствования Екатерины II — 12. При Павле дивизии переименованы в инспекции с теми же наименованиями (Санкт-Петербургская, Московская, Лифляндская, Смоленская и так далее), и их число доведено до 14.

### Российская империя

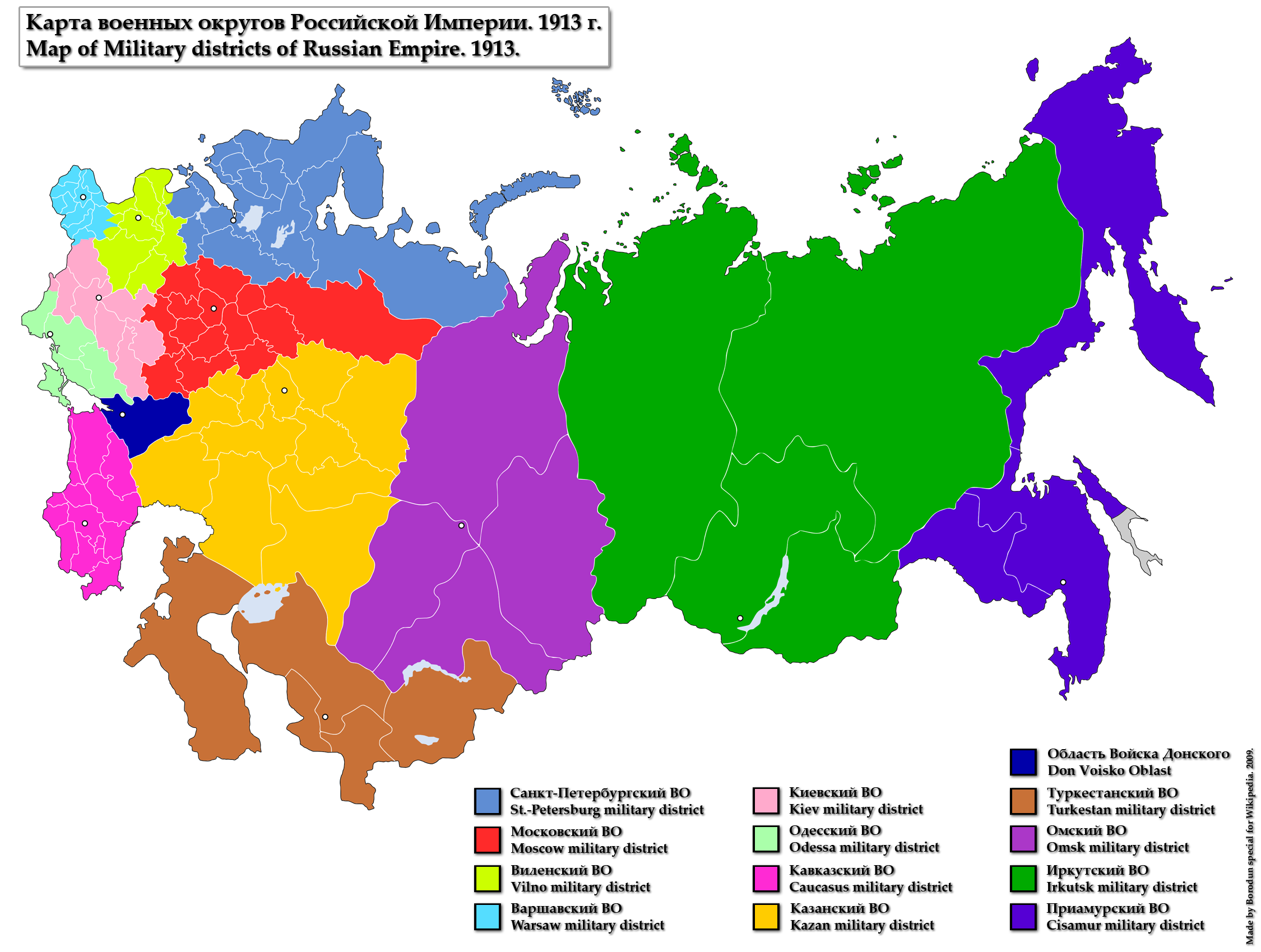
Московский военный округ в 1913 году.

В ходе военной реформы в Российской империи был образован, 6 (18) августа 1864 года на территории 12 центральных губерний Московский военный округ. В состав Московского военного округа входили следующие губернии России: Московская, Тверская, Ярославская, Вологодская, Костромская, Владимирская, Нижегородская, Смоленская, Калужская, Тульская, Рязанская и Тамбовская. Округ занимал территорию более 1 млн. 138 тыс. квадратных километров. А это территория Англии, Германии и Франции вместе взятых.
В период русско-турецкой войны 1877—1878 годов при отмобилизовании 1-й гренадерской, 1-й кавалерийской, 1-й, 3-й, 17-й, 18-й и 35-й пехотных дивизий было призвано из запаса и направлено на пополнение частей около 30 тысяч человек, кроме того запасные и резервные батальоны призвали из запаса до 54 тысяч нижних чинов и до 30 тысяч ратников, то есть солдат государственного ополчения.
В своем отчёте за 1867 год командующий войсками округа указывает, что «более 8 тысяч лучших по здоровью и наружному виду, по нравственности и знанию службы солдат направлены в гвардию, жандармские части, московскую полицию, в линейные батальоны Сыр-Дарьинской линии, в войска Оренбургского округа, Восточной Сибири и Туркестанской области».[значимость факта?]

### Советская Россия и СССР

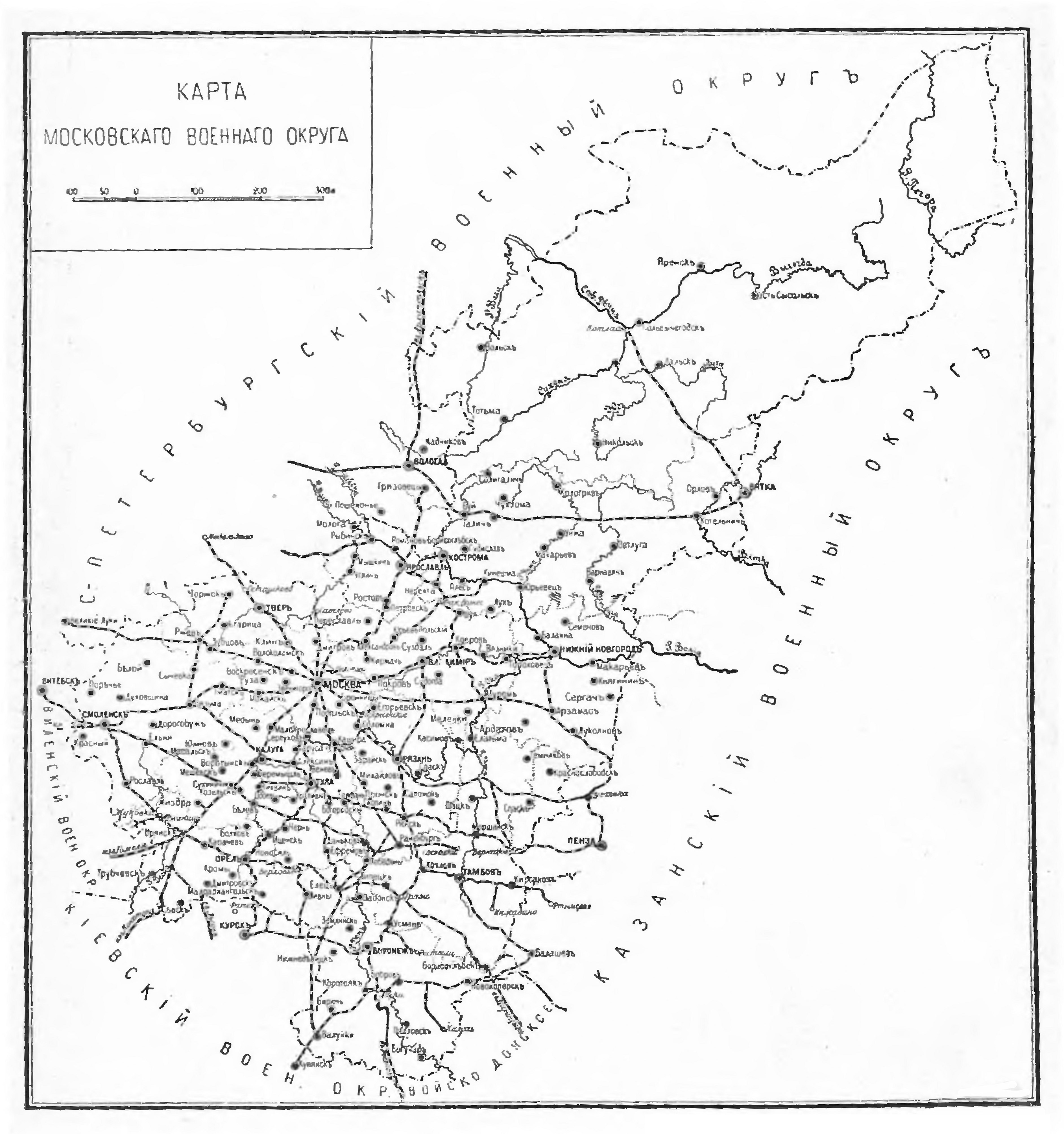
Карта из «ВЭС».
Московский военный округ в советское время

В советский период МВО образован приказом Высшего военного совета 31 марта 1918 года, утверждённым Декретом ВЦИК от 4 мая 1918 года. Первоначально включал территории Московской, Рязанской, Тульской, Смоленской, Калужской, Тамбовской, Витебской и Могилёвской губерний. Впоследствии территория округа неоднократно менялась.
В мае 1918 года были образованы ВВС Московского военного округа .

Кажется полезным упомянуть здесь о том, что же представлял тогда собой Московский военный округ, служить в котором нам выпала честь. Не касаясь столичного гарнизона, скажу лишь о губернских воинских соединениях. Округ охватывал 16 губерний. На их территории дислоцировались в 1922 году шесть стрелковых дивизий, две отдельные стрелковые бригады, авиаотряды, броне-части, артиллерийские, инженерные, связи и другие отдельные части, а также специальные учреждения и разнообразные склады. В 1923 году округу добавили 1-ю отдельную особую кавбригаду, а в 1924 году — 14-ю (позднее 10-ю) Майкопскую кавдивизию. Эти соединения входили в корпуса. Когда в 1923 году в округе прибавился 10-й стрелковый корпус под командованием героя Октябрьской революции и гражданской войны П. Е. Дыбенко, прежнее подчинение соединений изменилось не сразу: в 3-м стрелковом корпусе (командир — опытный и боевой военачальник В. Ф. Грушецкий) были 6-я Орловская, 17-я Нижегородская и 19-я Воронежская стрелковые дивизии; во 2-м — 14-я Московская, 18-я Ярославская и 48-я Тверская.
— А.М. Василевский. «Дело всей жизни»
С началом Великой Отечественной войны на базе управления МВО образовано полевое управление Южного фронта, штаб округа стал одновременно штабом Можайской линии обороны.
С 1 декабря 1941 года территориальный состав МВО состоял из:
- области — Московская, Ярославская, Ивановская, Горьковская, Тульская, Кировская, Рязанская и восточные районы Калининской области;
- Удмуртская, Татарская, Марийская, Чувашская и Мордовская АССР[9].

Всего за войну в МВО было образовано три фронтовых, 23 армейских и 11 корпусных управлений, сформировано 128 дивизий, 197 бригад, свыше 4 100 маршевых пополнений. Штаб МВО был передислоцирован из Москвы в Горький на основании приказа НКО № 0444, от 26 ноября 1941 года. В Москве в соответствии с приказом командующего войсками МВО № 0305, от 27 ноября 1941 года оставалась часть аппарата штаба округа для руководства работой по организации и обеспечению войск, связанных с обороной Москвы, и поддержания связи с органами НКО и Генерального штаба, остававшимися в столице.

Приказ о передислокации штаба МВО из г. Горького в г. Москву № 098 13 февраля 1942 г.

Штаб Московского военного округа с 15 февраля 1942 года передислоцировать из гор. Горького в город Москву.
Всю переписку, адресованную штабу Московского военного округа, направлять гор. Москва, ул. Осипенко, 53.

Заместитель Народного комиссара обороны СССР армейский комиссар I ранга Е. Щаденко— ф. 4, оп. 11, д. 69, л. 282. Подлинник.
В послевоенное время из состава МВО выделялись Смоленский (1945—1946), Горьковский (1945—1947, 1949—1953) и Воронежский (1945—1946, 1949—1960) военные округа. С 1960 года территория округа не менялась.
22 февраля 1968 года за большой вклад в дело укрепления оборонной мощи государства и его вооруженной защиты, за успехи в боевой и политической подготовке и в связи с 50-летием Советской армии и Военно-морского флота Московский военный округ был награждён орденом Ленина.

### Российская Федерация

Московский военный округ с 2024 г.

На основании директивы министра обороны № Д-012 от 17 июля 2010 года штаб и управления Московского военного округа с 1 сентября 2010 года были расформированы. Это было надлежащим образом юридически оформлено лишь «задним числом» — 20 сентября 2010 года указом Президента Российской Федерации № 1144, установившим новое военно-административное деление Российской Федерации. В рамках нового деления Московский и Ленинградский военный округа с 1 сентября этого же года объявлялись упраздненными, а на их базе создавался Западный военный округ, в подчинение командованию которого были переданы Балтийский и Северный флоты.
26 февраля 2024 года Указом Президента Российской Федерации В. В. Путиным Московский военный округ был воссоздан.

## Состав, организация, дислокация

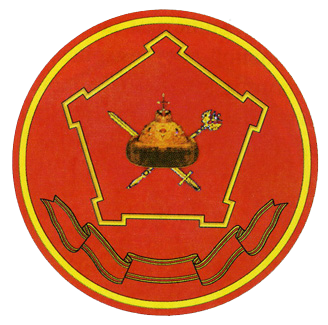
Нарукавный знак МВО, 2005 г.

### В 1910-х годах
- Управление Военного округа[14]:
  - военно-окружной совет[14];
  - окружной штаб[14];
  - артиллерийское окружное управление[14];
  - инженерное окружное управление[14];
  - интендантское окружное управление[14];
  - военно-медицинское окружное управление[14].
- Гренадерский корпус[6];
- V армейский корпус[6];
- XIII армейский корпус[6];
- XVII армейский корпус[6];
- XXV армейский корпус[6], в состав корпусов входили 166 батальонов, 49 эскадронов (сотен) и 294 орудия[6] полевой артиллерии;
- все остальные войска, военные заведения и военные чины округа.

### На 20 октября 1939 года
- численность — 7395 человек[15]
- окружное управление ВВС — штат 2/904[15]

### На конец 1980-х годов
- Управление командующего, штаб и 367-й отдельный батальон охраны и обеспечения (г. Москва);
- 2-я гвардейская мотострелковая Таманская Краснознамённая, ордена Суворова дивизия имени М. И. Калинина (пгт Калининец)
- 4-я гвардейская танковая Кантемировская ордена Ленина, Краснознамённая дивизия имени Ю. В. Андропова (г. Наро-Фоминск)
- 32-я гвардейская мотострелковая Таманская Краснознамённая, ордена Суворова дивизия[a] (г. Калинин)
- 106-я гвардейская воздушно-десантная Краснознамённая, ордена Кутузова дивизия (г. Тула)

- 16-я артиллерийская дивизия кадра[b] (г. Калинин)
- 17-я артиллерийская дивизия кадра[c] (г. Тамбов)
- 149-я мотострелковая дивизия кадра[d] (г. Клинцы)
- 196-я мотострелковая дивизия кадра (г. Курск)
- 206-я мотострелковая дивизия кадра (г. Калинин)
- 65-я запасная танковая дивизия кадра (г. Рязань)
- 255-я запасная мотострелковая дивизия кадра (г. Курск)
- 228-я дивизия охраны тыла кадра (г. Москва).
- 1-я отдельная стрелковая бригада охраны МО (г. Москва)
- 154-й отдельный комендантский полк (р. Лефортово)
- 11-й отдельный кавалерийский полк (д. Алабино)
- 16-я отдельная бригада специального назначения (пгт Чучково)
- 27-я отдельная гвардейская мотострелковая Севастопольская Краснознамённая бригада (г. Видное)
- 95-я ракетная бригада (Шуя)
- 126-я ракетная бригада (Кобяково)
- 228-я артиллерийская бригада большой мощности (Шуя) (45 2С7 «Пион»)
- 235-я гвардейская пушечная артиллерийская бригада (Скопин)

Всего: 24 2С5 «Гиацинт», 24 Д-20, 36 БМ-21 «Град», 6 1В18, 2 1В19, 1 ПРП-3, 42 МТ-ЛБ)
- 45-я артиллерийская бригада (Тамбов)
- 167-я пушечная артиллерийская бригада (г. Калинин)
- 236-я пушечная артиллерийская бригада (Тамбов)
- 349-я противотанковая артиллерийская бригада (Скопин)
- 806-й реактивный артиллерийский полк (Скопин)
- 987-й разведывательный артиллерийский полк (Скопин)
- 1-я Севастопольская Краснознамённая, орденов Александра Невского и Красной Звезды бригада связи ВГК (Химки)
- 14-я отдельная бригада связи ВГК (Подольск)
- 111-я отдельная бригада связи (Голицино)
- 112-я отдельная бригада связи тыла (Егорьевск)
- 53-я отдельная радиотехническая бригада ОсНаз (Калуга)
- 2-я бригада химической защиты (Тейково)
- 3-я бригада химической защиты (Кинешма)
- 26-я бригада химической защиты (Рязань)
- 27-я бригада химической защиты (Курск)
- 17-я дорожно-мостовая бригада (Кашира)
- 190-я понтонно-мостовая бригада (Новозыбков)
- 15-я дорожно-комендантская бригада (Реутов)
- 19-я дорожно-комендантская бригада (Воронеж)
- 63-я бригада материального обеспечения (Серпухов)
- 90-й отдельный полк связи (Калинин)
- 1-й отдельный гвардейский инженерно-сапёрный Кёнигсбергско-Городокский Краснознамённый полк (Ростов)
- 7-й гвардейский инженерно-сапёрный полк (Белев)
- 312-й отдельный радиотехнический полк ОсНаз (Смоленск)
- 225-й отдельный полк РЭБ (Новомосковск)
- 227-й отдельный полк РЭБ (Курск)
- 1384-й отдельный батальон РЭБ (Курск)
- 9-й отдельный полк засечки и разведки (Бобров)
- 79-й отдельный инженерно-маскировочный батальон (Ногинск)
- 86-й отдельный понтонно-мостовой батальон (Балахна)
- 347-й отдельный инженерно-аэродромный батальон сухопутных войск (Тула)
- 64-й узел связи (г. Москва)
- 297-я отдельная вертолётная эскадрилья (д. Алабино)
- 6450-я ремонтно-восстановительная база (Кубинка)
- 6451-я ремонтно-восстановительная база (Наро-Фоминск)
- 467-й гвардейский окружной учебный Московско-Тартуский Краснознамённый центр подготовки младших специалистов[e] (г. Владимир)
- 468-й окружной учебный центр[f] (п. Мулино)[16]

13-й гвардейский армейский корпус
- Управление корпуса, 785-я отдельная рота охраны и обеспечения (г. Нижний Новгород);
- Части и соединения корпусного подчинения
- 60-я танковая Севско-Варшавская Краснознамённая, ордена Суворова дивизия[g] (Горький)
- 89-я мотострелковая дивизия кадра[h] (Тамбов)
- 225-я мотострелковая дивизия кадра (Мулино)[17]

| Войска ПВО были представлены на конец 1980-х гг. Московским округом ПВО: - 1-я Краснознамённая армия ПВО ОсНаз: - 86-я дивизия ПВО - 87-я дивизия ПВО - 88-я дивизия ПВО - 89-я дивизия ПВО - 2-й корпус ПВО - 3-й корпус ПВО - 7-й корпус ПВО - 16-й корпус ПВО А также войсками ПРО и ПКО: - 3-я отдельная армия предупреждения о ракетном нападении особого назначения - 9-й отдельный корпус противоракетной обороны - 18-й отдельный корпус контроля космического пространства | - 9-я истребительная авиационная дивизия (пгт Кубинка) - 32-й гвардейский истребительный авиационный полк - 234-й гвардейский истребительный авиационный полк - 47-й гвардейский разведывательный авиационный полк - 274-й авиационный полк истребителей-бомбардировщиков - штаб 37-й воздушной армии ВГК СН (Москва) - штаб 46-й воздушной армии ВГК СН (Смоленск) - 8-я военно-транспортная авиационная дивизия ОсНаз - 12-я военно-транспортная авиационная Мгинская Краснознамённая дивизия - штаб 50-й ракетной армии (Смоленск) - 27-я гвардейская ракетная армия (Владимир) - 10-я гвардейская ракетная дивизия - 28-я гвардейская ракетная дивизия - 54-я гвардейская ракетная дивизия |

### В 1990-е годы

Карта Московского военного округа

На основе штаба 13-го армейского корпуса к 01.03.1991 г. развернута 22-я гвардейская общевойсковая Кёнигсбергская армия в целях обеспечения расквартирования выводимых из Восточной Европы частей и соединений.
Из Западной группы войск в округ выведено управление 1-й гвардейской танковой армии, переформированной в общевойсковую. Штаб армии размещен в Смоленске. С 1994 г. в подчинении армии находилась 144-я мотострелковая дивизия (позднее свёрнута в 4944-ю БХВТ). Штаб армии расформирован в 1999 г.
Кроме того, в округ из ЗГВ также выведено управление 20-й армии, штаб которой разместили в Воронеже и переформировали в 20-й гвардейский армейский корпус, в 1998 году развёрнутый снова в 20-ю гвардейскую общевойсковую армию.
На территорию округа из расформируемых Западной группы войск, Северной группы войск (СГВ), Центральной группы войск (ЦГВ) и Северо-Западной группы войск (СЗГВ) в округ выведено 8 общевойсковых дивизий, а из ОдВО — основные части 98-й гвардейской воздушно-десантной дивизии, размещенной в Иваново.
На середину 1990-х гг. в состав войск округа входили следующие общевойсковые соединения и части:
- 467-й гвардейский окружной учебный Московско-Тартуский Краснознамённый центр подготовки младших специалистов (танковых войск) (Владимир);
- 34-я гвардейская артиллерийская Перекопская Краснознамённая, ордена Суворова дивизия (Мулино);
- 2-я гвардейская мотострелковая Таманская Краснознамённая, ордена Суворова дивизия имени М. И. Калинина (Калининец);
- 27-я отдельная гвардейская мотострелковая Севастопольская Краснознамённая бригада (Мосрентген);
- 6-я отдельная гвардейская мотострелковая Берлинская ордена Богдана Хмельницкого бригада (31.08.1994 последней выведена из состава ЗГВ в Курск, в 1997 г. переформирована в полк и включена в 10-ю гвардейскую танковую дивизию);
- множество частей окружного подчинения;
- 1-я гвардейская танковая Краснознамённая армия
  - Соединения и части армейского подчинения;
  - 4-я гвардейская танковая Кантемировская ордена Ленина, Краснознамённая дивизия им. Ю. В. Андропова (Наро-Фоминск);
  - 10-я гвардейская танковая Уральско-Львовская ордена Октябрьской Революции, Краснознамённая, орденов Суворова и Кутузова добровольческая дивизия имени Маршала Советского Союза Р. Я. Малиновского (Богучар);
  - 144-я гвардейская мотострелковая Ельнинская Краснознамённая, ордена Суворова дивизия (Ельня) (выведена из СЗГВ, затем «свёрнута» в 4944-ю базу хранения в 2004[20], БХВТ расформирована в 2007 г.);
  - 166-я отдельная гвардейская мотострелковая Витебско-Новгородская дважды Краснознамённая бригада (Тверь) (в Тверь из СГВ передислоцирована 6-я гвардейская мотострелковая дивизия, переформированная в 166-ю гв. омсбр, в 1996 г. — в 70-ю БХВТ, и расформирована в 1997 г.);
- 22-я гвардейская общевойсковая Кёнигсбергская армия
  - Соединения и части армейского подчинения;
  - 31-я танковая Висленская Краснознамённая, орденов Суворова и Кутузова дивизия (мкр Новый, Нижний Новгород);
  - 47-я гвардейская танковая Нижнеднепровская Краснознамённая, ордена Богдана Хмельницкого дивизия (Мулино); на основе подразделений 31-й и 47-й дивизий сформирована 3-я мотострелковая дивизия, составившая основу армии, а за счёт оставшейся техники 47-й дивизии сформирована 1174-я БХВТ (Новосмолино) (расформирована в декабре 2005 г.).
  - 5347-я БХВТ (Тамбов) — расформирована в 1996 г.;
  - 5210-я гв. БХВТ (Тверь).

На территорию округа из ПрибВО в Солнечногорск также была выведена 107-я мотострелковая дивизия, переформированная в 18-ю мотострелковую бригаду, расформированную в июне 1998 г.
С 1995 г. округу подчинена также Оперативная группа российских войск в Приднестровье.
В конце 1990-х — начале 2000-х гг. округ претерпел дальнейшую трансформацию, множество частей и соединений было расформировано.
Численность войск округа в указанный период сократилась с 150 000 до 74 300 солдат и офицеров.

### В 2000-е годы

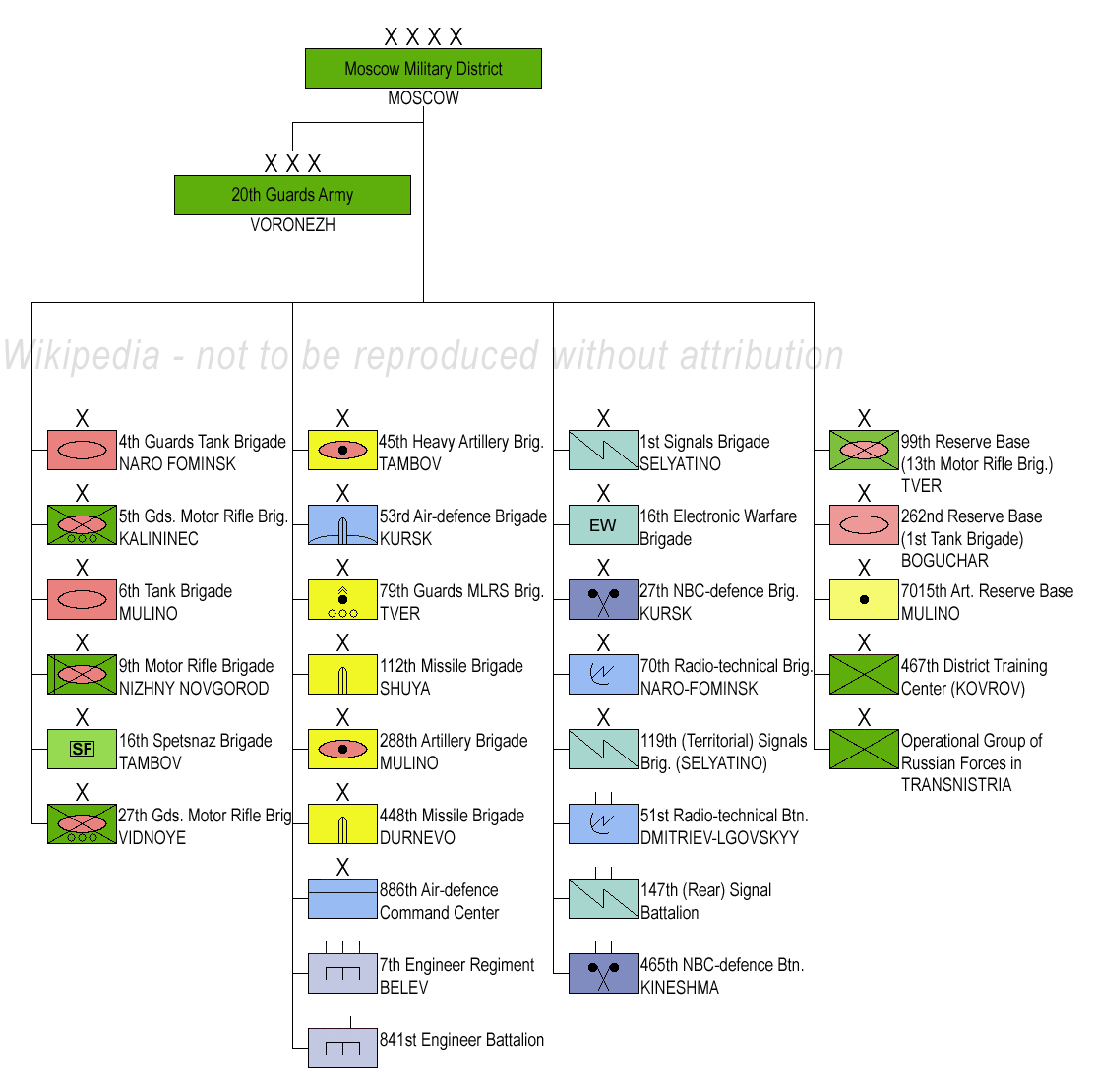
Структура округа (условные тактические знаки НАТО) перед расформированием в 2010 году.

На 2000 год округ охватывал территории Белгородской, Брянской, Владимирской, Воронежской, Ивановской, Калужской, Костромской, Курской, Липецкой, Московской, Нижегородской, Орловской, Рязанской, Смоленской, Тамбовской, Тверской, Тульской, Ярославской областей и города Москвы.
Командованию округа подчинялись две общевойсковых армии: 20-я гвардейская армия (4-я гв. тд и 10-я гв. тд) и 22-я гвардейская армия (2-я гв. мсд и 3-я мсд), 34-я артиллерийская дивизия, 27-я отдельная гвардейская мотострелковая бригада, 112-я гвардейская ракетная бригада, семь артиллерийских, четыре зенитных ракетных бригады. Подчинялась также, выполнявшая миротворческие функции, Оперативная группа российских войск в Приднестровье (с 1995 года).
На территории округа также дислоцировались 45-й гвардейский полк специального назначения, 16-я гвардейская бригада специального назначения, 98-я и 106-я гвардейские воздушно-десантные дивизии, части 27-й гвардейской ракетной армии, части 16-й воздушной армии, Командование специального назначения.

### На 2010 год
После военной реформы 2008—2009 годов на территории округа дислоцировалось управление 20-й гвардейской армии. В составе МВО находились 5-я, 9-я, 27-я мотострелковые бригады, 4-я и 6-я танковые бригады, 112-я и 448-я ракетные и 45-я, 79-я, 288-я артиллерийские бригады, 53-я и 202-я зенитные ракетные бригады, две базы ремонта и хранения военной техники, а также ряд отдельных воинских частей.
Также на территории округа находились 16-я гвардейская бригада специального назначения, 45-й гвардейский полк специального назначения, 98-я и 106-я гвардейские воздушно-десантные дивизии, части 27-й гвардейской ракетной армии, Оперативно-стратегическое командование ВКО, части 1-го командования ВВС и ПВО.
Численность соединений округа (с учётом частей ВДВ) составляла более 86 200 человек.

## Командование округа

### Командующие войсками округа
- 10 августа 1864 — 17 апреля 1879 — генерал от инфантерии А. И. фон Гильденштуббе;
- 17 апреля 1879 — 30 августа 1888 — генерал-адъютант, генерал от кавалерии А. И. Бреверн де Лагарди;
- август 1888 — май 1896 — генерал-адъютант, генерал от артиллерии А. С. Костанда;
- май 1896 — 4 февраля 1905 — генерал-адъютант, генерал-лейтенант, великий князь Сергей Александрович;
- Великий князь Сергей Александрович с 1 января по 4 февраля 1905 года был Главнокомандующим войсками МВО, а князь Феликс Юсупов с 5 мая по 19 июня 1915 года — Главным начальником МВО;
- февраль 1905 — январь 1906 — генерал от инфантерии Н. Н. Малахов;
- 15 января 1906 — 17 марта 1909 — генерал-лейтенант С. К. Гершельман;
- 17 марта 1909 — 19 июля 1914 — генерал от кавалерии П. А. Плеве;
- июль 1914 — май 1915 — генерал от инфантерии А. Г. Сандецкий;
- 5 мая 1915 — 19 июня 1915 — генерал-адъютант, генерал-лейтенант князь Ф. Ф. Юсупов;
- июль 1915 — сентябрь 1915 — генерал от инфантерии П. Д. Ольховский;
- 22 сентября 1915 — 1 марта 1917 — генерал от артиллерии И. И. Мрозовский;
- март 1917 — апрель 1917 — подполковник (с 04.1917 г. — полковник) А. Е. Грузинов
- 31 мая 1917 — 30 августа 1917 — полковник А. И. Верховский
- сентябрь 1917 — ноябрь 1917 — подполковник (с 15.09.1917 г. — полковник) К. И. Рябцев
- ноябрь 1917 — февраль 1919 — Н. И. Муралов,
- март 1919 — июнь 1919 — С. П. Нацаренус,
- июнь 1919 — декабрь 1920 — А. А. Бурдуков,
- декабрь 1920 — февраль 1921 — П. А. Петряев,
- март 1921 — апрель 1924 — Н. И. Муралов,
- 11.04.1924 — ноябрь 1925 —  К. Е. Ворошилов,
- 13 ноября 1925 — 05 мая 1927 — Г. Д. Базилевич,
- май 1927 — январь 1928 — Б. М. Шапошников,
- январь 1928 — ноябрь 1928 — Н. В. Куйбышев[22],
- ноябрь 1928 — ноябрь 1929 — И. П. Уборевич,
- ноябрь 1929 — сентябрь 1935 — А. И. Корк,
- октябрь 1935 — июнь 1936 — комкор Б. С. Горбачёв,
- июнь 1936 — июнь 1937 — командарм 1-го ранга И. П. Белов,
- июнь 1937 — август 1940 —  Маршал Советского Союза С. М. Будённый,
- 15 августа 1940 — 25 июня 1941 —  генерал армии И. В. Тюленев,
- 30 июня 1941 — июнь 1947 — генерал-лейтенант, с 01.1942 генерал-полковник П. А. Артемьев,
- июнь 1947 — май 1949 —  Маршал Советского Союза К. А. Мерецков,
- май 1949 — июнь 1953 — генерал-полковник П. А. Артемьев,
- июнь 1953 — октябрь 1960 —  генерал-полковник, с 08.1953 генерал армии, с 03.1955 Маршал Советского Союза К. С. Москаленко,
- октябрь 1960 — март 1963 —  генерал армии, с 04.1962 Маршал Советского Союза Н. И. Крылов,
- март 1963 — июнь 1968 —  генерал армии А. П. Белобородов,
- июнь 1968 — июль 1972 —  генерал-полковник Е. Ф. Ивановский,
- июль 1972 — ноябрь 1980 —  генерал-полковник, с 10.1977 генерал армии В. Л. Говоров,
- ноябрь 1980 — июль 1985 —  генерал-полковник, с 11.1981 генерал армии П. Г. Лушев,
- июль 1985 — май 1988 — генерал армии В. М. Архипов,
- май 1988 — январь 1989 — генерал армии К. А. Кочетов,
- февраль 1989 — август 1991 — генерал-полковник Н. В. Калинин,
- август 1991 — июнь 1992 — генерал-лейтенант, с 10.1991 генерал-полковник В. М. Топоров,
- июль 1992 — апрель 1999 — генерал-полковник Л. В. Кузнецов,
- апрель 1999 — март 2001 — генерал-полковник И. Е. Пузанов,
- июль 2001 — июнь 2005 — генерал-полковник, с 2004 генерал армии И. И. Ефремов,
- июнь 2005 — февраль 2009 — генерал-полковник, с 2007 генерал армии В. Ю. Бакин,
- февраль 2009 — декабрь 2010 —  генерал-полковник В. В. Герасимов[23]
- с мая 2024 — генерал-полковник С. Ю. Кузовлев

### Начальники штаба округа
- 10.08.1864 — 19.03.1866 — генерал-лейтенант Баумгарт, Николай Андреевич
- 19.03.1866 — 30.08.1875 — генерал-майор (с 28.03.1871 генерал-лейтенант) Рооп, Христофор Христофорович
- 30.08.1875 — 26.03.1876[24] — генерал-майор Корево, Антон Ксаверьевич[25]
- 13.04.1876 — 1.05.1879 — генерал-майор Махотин, Николай Антонович
- 05.1879 — 03.1893 — генерал-лейтенант Духовский, Сергей Михайлович
- 03.1893 — 03.1895 — генерал-лейтенант Духонин, Михаил Лаврентьевич
- 14.03.1895 — 1.06.1904 — генерал-лейтенант (с 6.12.1903 генерал от инфантерии) Соболев, Леонид Николаевич
- 16.06.1904 — 12.09.1907 — генерал-майор (с 17.04.1905 генерал-лейтенант) барон Рауш фон Траубенберг, Евгений Александрович
- 28.11.1907 — 20.12.1909 — генерал-майор (с 13.04.1908 генерал-лейтенант) Вебель, Фердинанд Маврикиевич
- 23.12.1909 — 23.09.1912 — генерал-лейтенант Протопопов, Николай Иванович
- 6.10.1912 — 19.07.1914 — генерал-майор Миллер, Евгений Карлович
- 19.07.1914 — 02.1917 — и.д. генерал-майор Оболешев, Николай Николаевич[26]
- 03.1917 — врид полковник Вонсик
- 03.1917 — 07.1917 — генерал-майор Окуньков, Борис Владимирович
- 07.1917 — 09.1917 — подполковник К. И. Рябцев
- 09.1917 — 11.1917 — и. о. подполковник Кобезский
- ноябрь 1917 — Морозов А.
- 01.1918 — 04.1918 — Бурдуков, Александр Александрович
- 04.1918 — 09.1918 — Гришинский, Алексей Самойлович
- 09.1918 — 05.1919 — Кадошников, Андрей Фёдорович
- 05.1919 — 12.1919 — Новиков В. В.
- 12.1919 — 01.1921 — Боголепов, Василий Иванович
- 01.1921 — 03.1921 — Шишкин В. И.
- 03.1921 — 04.1924 — Кадошников, Андрей Фёдорович
- 05.1919 — 12.1919 — Алафузо, Михаил Иванович
- 04.1924 — 10.1928 — Перемытов, Алексей Макарович
- 10.1928 — 02.1931 — Шиловский, Евгений Александрович
- 02.1931 — 05.1932 — Мерецков, Кирилл Афанасьевич
- 05.1932 — 05.1933 — Венцов-Кранц, Семён Иванович
- 05.1933 — 03.1935 — Вольпе, Абрам Миронович
- 03.1935 — 05.1936 — комдив Степанов, Василий Андреевич
- 05.1936 — 06.1937 — комдив Перемытов, Алексей Макарович
- 06.1937 — 04.1938 — комбриг Антонов, Алексей Иннокентьевич
- 04.1938 — 02.1941 —  комдив, с декабря 1939 комкор, с июня 1940 генерал-лейтенант Соколовский, Василий Данилович
- 02.1941 — 06.1941 — генерал-майор Шишенин, Гавриил Данилович
- 06.1941 — 03.1944 — комбриг, с октября 1941 генерал-майор Белов, Иван Сергеевич
- апрель 1944 — июль 1947 — генерал-майор Харитонов, Андрей Александрович
- июль 1947 — июль 1953 — генерал-полковник Сандалов, Леонид Михайлович
- июль 1953 — март 1956 —  генерал-полковник Иванов, Семён Павлович
- март 1956 — январь 1960 — генерал-лейтенант Баскаков, Владимир Николаевич
- январь 1960 — июль 1964 —  генерал-лейтенант, с апреля 1964 генерал-полковник Соколов, Сергей Леонидович
- июль 1964 — август 1968 — генерал-лейтенант танковых войск Дементьев, Алексей Алексеевич
- август 1968 — декабрь 1972 — генерал-лейтенант Головнин, Михаил Ильич
- февраль 1973 — январь 1977 — генерал-лейтенант Рыкалов, Фёдор Иванович
- январь 1977 — декабрь 1982 — генерал-лейтенант, с апреля 1982 генерал-полковник Безотосов, Алексей Ильич
- декабря 1982 — август 1984 — генерал-лейтенант Скоков, Виктор Васильевич
- август 1984 — декабрь 1986 — генерал-лейтенант Шаталин, Юрий Васильевич
- январь 1987 — май 1988 — генерал-майор, с мая 1987 генерал-лейтенант Фурсин, Валерий Иванович
- май 1988 — май 1990 — генерал-лейтенант Кузнецов, Леонтий Васильевич
- май 1990 — ноябрь 1996 — генерал-полковник Золотов, Леонид Сергеевич
- ноябрь 1996 — август 1999 — генерал-полковник Ефремов, Иван Иванович
- сентябрь 1999 — декабрь 2002 —  генерал-полковник Макаров, Николай Егорович
- январь 2003 — апрель 2009 — генерал-полковник Шеметов, Виктор Иванович
- апрель 2009 — март 2011 — генерал-лейтенант Зарудницкий, Владимир Борисович

### Члены военного совета округа
- 11.1918 — 11.1920 — Вуколов И. Л.
- 11.1920 — 04.1921 — Миронов С. А.
- 04.1921 — 01.1922 — Валентинов И. В.
- 01.1922 — 07.1924 — Бреслав, Борис Абрамович
- 07.1924 — 07.1928 — Булин, Антон Степанович
- 10.1928 — 08.1930 — Володин, Василий Гаврилович
- 08.1930 — 08.1936 — армейский комиссар 2-го ранга Векличев, Георгий Иванович
- 08.1936 — 05.1937 — дивизионный комиссар Исаенко, Михаил Герасимович
- 05.1937 — 11.1937 — корпусной комиссар Троянкер Бенедикт Устинович
- 11.1937 — 02.1938 — бригадный комиссар Колонин, Семён Ефимович
- 02.1938 — 03.1938 — комдив Петровский, Леонид Григорьевич
- 03.1938 — 10.1940 — дивизионный комиссар, с февраля 1939 корпусной комиссар, с апреля 1940 армейский комиссар 2-го ранга Запорожец, Александр Иванович
- 10.1940 — 06.1941 — корпусной комиссар Богаткин, Владимир Николаевич
- 06.1941 — 12.1942 — бригадный комиссар, с июля 1942 дивизионный комиссар Телегин, Константин Фёдорович
- 12.1942 — 05.1947 — генерал-майор, с ноября 1944 генерал-лейтенант Гапанович, Дмитрий Афанасьевич
- 05.1947 — 07.1950 — генерал-лейтенант Леонов, Дмитрий Сергеевич
- 07.1950 — 09.1957 — генерал-лейтенант Пронин, Алексей Михайлович
- 09.1957 — 08.1958 — генерал-лейтенант Дубовской, Фёдор Андреевич
- 08.1958 — 01.1966 — генерал-лейтенант, с июня 1965 генерал-полковник Егоров, Никита Васильевич
- 01.1966 — 04.1982 — генерал-лейтенант, с октября 1967 генерал-полковник Грушевой, Константин Степанович
- 04.1982 — 06.1987 — генерал-полковник Репин, Иван Петрович
- 06.1987 — 04.1991 — генерал-лейтенант Макунин, Анатолий Иванович

### Заместители командующего
Первые заместители командующего
- октябрь 1945 — июль 1946 — генерал-лейтенант Стариков, Филипп Никанорович
- июль 1947 — июль 1950 — генерал-лейтенант Соколов, Сергей Владимирович
- февраль 1951 — апрель 1953 —  генерал-лейтенант Ксенофонтов, Александр Сергеевич
- июль 1953 — май 1954 —  генерал-лейтенант, с августа 1953 генерал-полковник Батицкий, Павел Фёдорович
- июнь 1955 — январь 1958 —  генерал-лейтенант танковых войск Бутков, Василий Васильевич
- январь 1958 — ноябрь 1965 — генерал-лейтенант, с июня 1965 генерал-полковник Романов, Георгий Павлович
- декабрь 1965 — май 1968 —  генерал-лейтенант танковых войск, с октября 1967 генерал-полковник Ивановский, Евгений Филиппович
- март 1969 — октябрь 1975 — генерал-лейтенант Дятленко, Василий Карпович
- июль 1986 — апрель 1988 — генерал-лейтенант Родионов, Игорь Николаевич
- май 1988 — июль 1992 — генерал-лейтенант Головнев, Анатолий Андреевич
- июль 1992 — апрель 1999 — генерал-лейтенант Пузанов, Игорь Евгеньевич

заместители командующего по тылу
- 1982—1985 — генерал-майор Миргородский, Виктор Александрович
- ноябрь 1991 — июль 1992 — генерал-лейтенант Чуранов, Владимир Тимофеевич

Начальники автобронетанковых войск округа
- январь 1938 — январь 1942 — генерал-майор т/в Четвериков, Николай Алексеевич- Умер 7 января 1942 г. от туберкулеза легких в г. Чебаркуле.